# Olivier de Serres
Olivier de Serres (Villeneuve-de-Berg, Vivarais, hoy departamento de las Ardèche,  1539 - 1619) fue un autodidacta francés que fue uno de los primeros en estudiar de manera científica las técnicas agrícolas y de investigar el mejoramiento de manera experimental. Desde ese punto de vista, puede considerárselo como el padre de la agronomía francesa.

## Biografía
Nació en Villeneuve-de-Berg, Vivarais (hoy departamento de las Ardèche). Venía de familia hugonote que hizo fortuna en el comercio de ropa. Esta posición le permitió beneficiarse de una buena educación, a cargo de un preceptor privado. Completó esta formación con numerosos viajes en Francia, Italia, Alemania y Suiza.
Poseía una curiosidad intelectual propia de los humanistas del Renacimiento. A los diecinueve años se estableció en Pradel, donde hizo una granja modelo teatro de sus numerosos experimentos agronómicos. Así consiguió obtener mejores cosechas y obtener el reconocimiento y respeto de sus pares. Fue amigo de Claude Mollet (1563-1650), jardinero de Enrique IV de Francia autor de los jardines de Saint-Germain-en-Laye, de Fontainebleau, de los de las Tullerías y de los de Blois.
Introdujo especies como la rubia roja o Rubia tinctorum, el lúpulo o Humulus lupulus y el maíz. Fue el primero en trabajar la extracción de azúcar a partir de la remolacha, aunque sin llegar a un proceso rentable. En 1600 publicó su Théâtre d'Agriculture, primer tratado seriamente concebido sobre la materia que constituye el contrapunto teórico a la política agraria promovida por Enrique IV.
Su propiedad, situada en Pradel, donde llevaba a cabo todas sus plantaciones experimentales, fue arrasada durante las guerras de religiones de Richelieu (1585-1642). El reconocimiento de la importancia de su obra llegó de forma tardía; sólo en 1804 se erigió un monumento a su memoria en su ciudad de Villeneuve-de-Berg.

## Desarrollo de la Seda
Gracias a él se introdujo la producción de seda en Francia por medio de la plantación de moreras. Veinte mil pies de morera se plantaron en las Tullerías y diez mil en Saint-Germain-en-Laye. Con François de Traucat, jardinero de Nîmes, desarrolló intensamente el cultivo de este árbol en la Francia Meridional. Cuatro millones de plantas se cultivan en Provence y en Languedoc, germen de la futura industria textil. En 1602, una ordenanza real impuso a cada parcela el plantar moreras. En 1599 publicó su Art de la cueillette des vers à soie.

## Obras

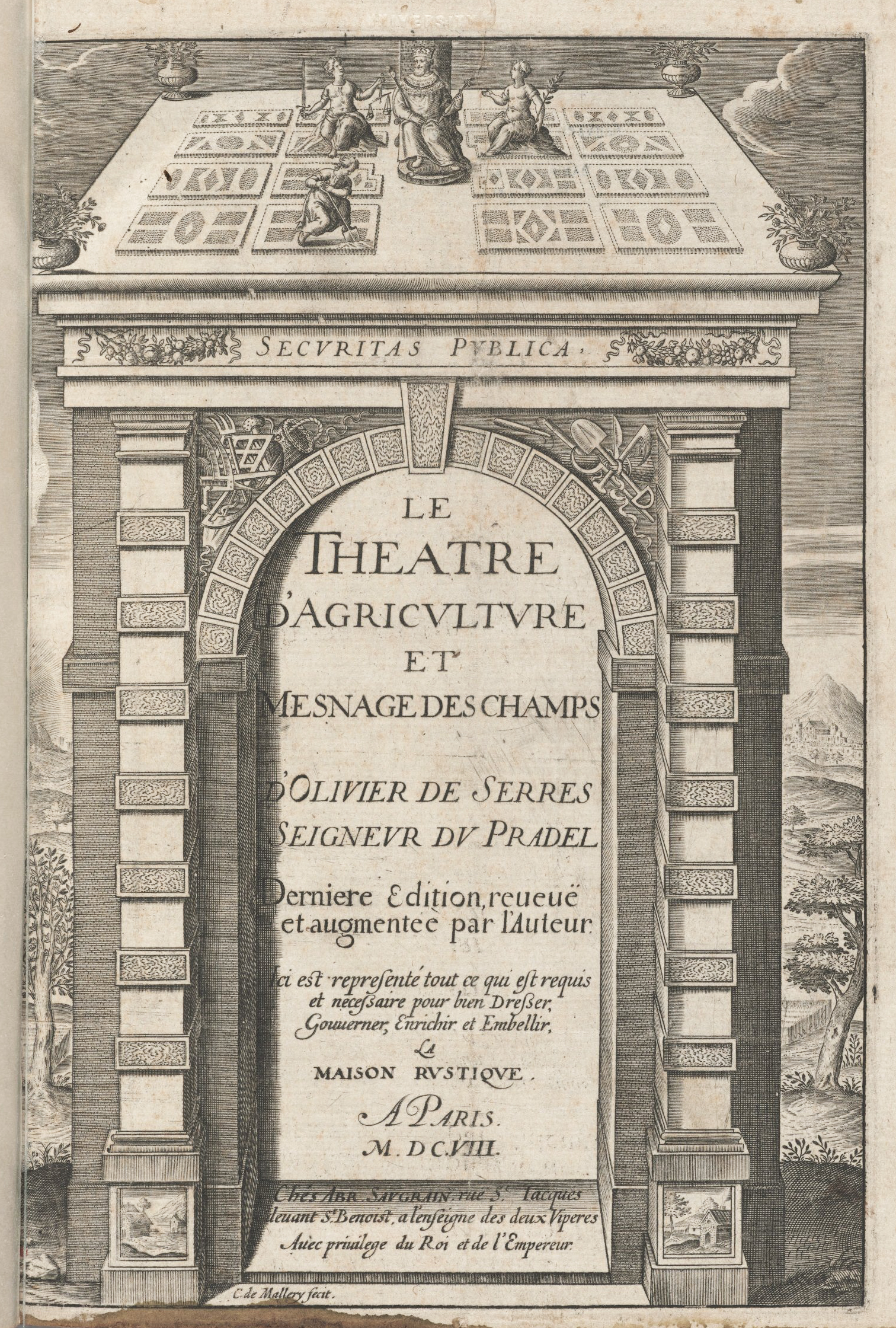
Le theatre d'agriculture, 1608

Publica en 1600 Le théâtre d’agriculture et mesnage des champs, Paris, Jamet-Métayer, obra que puede ser considerada como el primer curso de agricultura y de economía rural y científica escrita en Francia, y donde se recomienza el régimen de explotación agraria de la mediería. Extracto del prefacio :
« Il y en a qui se mocquent de tous les livres d’Agriculture, et nous renvoyent aux paysans sans lettres, lesquels ils disent estre les seuls juges compétans de ceste matière, comme fondés sur l’expérience, seule et seure reigle de cultiver les champs. Certes, pour bien faire quelque chose, il la faut bien entendre premièrement. Il couste trop cher de refaire une besogne mal faicte, et surtout en l’agriculture, en la quelle on ne peut perdre les saisons sans grand dommage. Or, qui se fie à une générale expérience, au seul rapport des laboureurs, sans savoir pourquoi, il est en danger de faire des fautes mal réparables, et s’engarer souvent à travers champs sous le crédit de ses incertaines expériences. »
El libro se divide en nueve capítulos donde se analizan las diferentes actividades agronómicas, con la descripción y la organización de la empresa, con el balance de bienes por el propietario. La expresión «Manejo de campos» devela tanto el meollo de la obra como su reflexión. El objeto de su discurso concierne a la economía doméstica, el orden y la disposición de la casa de campo. Se encuentran también en su obra numerosas descripciones de especies, comprendiendo las descripciones habituales, agregando consejos de cultivo y de manntenimiento, así como de planes de mejora, como las broderies de buis. Divide el jardín en cuatro partes: el potager, el jardín de bouquets, el jardín medicinal y el vergel.
La obra fue un encargo del rey Enrique IV de Francia (1553-1610), quien se propuso leer cada día un capítulo, y le proporcionó a su autor un gran prestigio.

## Publicaciones
- Théâtre d’agriculture et Ménage des champs... Où l’on voit avec clarté et précision l’art de bien employer et cultiver la terre, en tout ce qui la concerne, suivant ses différentes qualités et climats divers, tant d’après la doctrine des Anciens que par l’expérience. Resumen en francés por Anselme-Marie Fouquet de Gisors. Paris, Meurant, año XI, 1802 ; 4 vol. Fue publicado por primera vez en 1600. La obra se divide en nueve partes : elección de la tierra, laboreo, viña, ganado, gallinero, laberinto, estanques, las abejas, los jardines, frutales, agua y bebidas, uso de los alimentos.